# 老龙乡
老龙乡，是中华人民共和国四川省资阳市简阳市曾经下辖的一个乡。2019年12月，撤销老龙乡，将其所属行政区域划归镇金镇管辖。

## 行政区划
老龙乡撤销前下辖以下地区：
灯坝村、干家沟村、老龙村、三里埂村、土地坳村、燕泥村和朱家沟村。